# Rupal
Rupal fou un estat tributari protegit de cinquena classe de l'agència de Mahi Kantha a la presidència de Bombai. Estava format per 13 pobles, amb 3.497 habitants el 1881 i 3.113 habitants el 1901, sent la superfície de 41 km². Els seus ingressos s'estimaven en 7.045 rúpies el 1900, pagant un tribut de 1.165 rúpies al Gaikwar de Baroda i de 362 rúpies al raja d'Idar. El thakur era un rajput parmar descendents dels paramares de Chandravati. El 1880 era thakur Rehwar Rajput. La capital era Rupal.